# Videokväll hos Luuk
Videokväll hos Luuk var ett TV-program på SVT med Kristian Luuk som programledare. I varje program tog en inbjuden gäst med fem musikvideor som denne sedan berättade minnen kring. Den sista låten i programmet kallades "skämslåten" och är en låt som gästen tyckte var lite pinsam att tycka om. I december förkortades programmet för att ge sändningstid åt julkalendern. Videokväll hos Luuk bygger på det holländska formatet "Off the Record" som utvecklats av Harry De Winter. Under säsong två kortades programmet till 30 minuter, och en video samt skämslåten togs bort. Programmet avslutades då med en låt (ej video) som gästen tycker är extra bra.

## Gäster samt deras videor under säsong 1
| Nr | Gäst                 | Sändningsdatum    |
| --- | -------------------- | ----------------- |
| 1 | "Mona Sahlin"        | 30 september 2007 |
| All The Young Dudes (Mott The Hoople), Like A Virgin (Madonna), Radio Nowhere (Bruce Springsteen), Tears In Heaven (Eric Clapton), Diggiloo-Diggiley (Herreys).                                                                              |                      |                   |
| 2 | "Fredrik Lindström"  | 7 oktober 2007    |
| See My Baby Jive (Wizzard), Woodstock (Matthew's Southern Comfort), Dörrslusk (Magnus Uggla), En ledig dag (Anni-Frid Lyngstad), Breaking The Law (Judas Priest).                                                                            |                      |                   |
| 3 | "Leif GW Persson"    | 14 oktober 2007   |
| Woke Up This Morning (Alabama 3), Flottarkärlek (Snoddas), Tell Laura I Love Her (Sha Na Na), Jag har hört om en stad ovan molnen (Cyndee Peters och Roffe Wikström), En sliten grimma (Sven-Ingvars).                                       |                      |                   |
| 4 | "Annika Lantz"       | 21 oktober 2007   |
| Black'n'White (Sator), Bridge Over Troubled Water (Simon and Garfunkel), Xanadu (Olivia Newton-John), Anthem (Tommy Körberg), Baby One More Time (Britney Spears).                                                                           |                      |                   |
| 5 | "Roy Andersson"      | 28 oktober 2007   |
| It's All Over Now, Baby Blue (Bob Dylan), The Harry Lime Theme (Anton Karas), Baby Can I Hold You (Tracy Chapman), Rock Around the Clock (Bill Haley), Stadsbudsvisan (Sigge Fürst).                                                         |                      |                   |
| 6 | "Magdalena Graaf"    | 4 november 2007   |
| Girl You Know It's True (Milli Vanilli), Keeper Of The Seven Keys (Helloween), (I'll Never Be) Maria Magdalena (Sandra), Time To Say Goodbye (Con te partirò) (Sarah Brightman och Andrea Bocelli), Husvagn (Galenskaparna och After Shave). |                      |                   |
| 7 | "Lars Berghagen"     | 18 november 2007  |
| Run to the Hills (Iron Maiden), California Dreamin' (Cornelis Vreeswijk), I'll Save the Last Dance for You (Damita Jo), Älska mig (Ainbusk Singers), Gulli-Gullan (Jokkmokks-Jokke).                                                         |                      |                   |
| 8 | "Linda Skugge"       | 2 december 2007   |
| Moln på marken (Webstrarna), Where is my Mind (Pixies), In Yer Face (808 State), Mr Jones (Counting Crows). |                      |                   |
| 9 | "Paolo Roberto"      | 9 december 2007   |
| Macho Man (Village People), O Sole Mio (Luciano Pavarotti), The Message (Grandmaster Flash & The Furious Five), U Can't Touch This (MC Hammer).                                                                                              |                      |                   |
| 10 | "Bodil Malmsten"     | 16 december 2007  |
| Downtown Train (Tom Waits), Månskenssonaten (Glenn Gould), I'll Be Seeing You (Iggy Pop & Francoise Hardy), Ghostbusters (Ray Parker Jr). |                      |                   |
| 11 | "Victoria Silvstedt" | 23 december 2007  |
| - |                      |                   |
| 12 | "Fredrik Wikingsson" | 30 december 2007  |
| A Hard Rain's A-Gonna Fall (Bob Dylan), Summer of '69 (Bryan Adams), November Rain (Guns N' Roses), Tie a Yellow Ribbon (Tony Orlando & Dawn), Lean On (Michael Bolton).                                                                     |                      |                   |

## Gäster samt deras videor under säsong 2
| Nr | Gäst                | Sändningsdatum    |
| --- | ------------------- | ----------------- |
| 1 | "Peter Stormare"    | 2 september 2008  |
| I am the Walrus (The Beatles), Man ska leva för varandra (Trio me' Bumba), Blå himlen blues (Imperiet), Las Vegas (Martin Stenmarck).                                           |                     |                   |
| 2 | "Lena Philipsson"   | 9 september 2008  |
| Street Dance (Break Machine), So Long (Abba), When Doves Cry (Prince), Pictures (Sneaky Sound System).                                                                          |                     |                   |
| 3 | "Fredrik Reinfeldt" | 16 september 2008 |
| Varning på stan/Centrumhets/Mitt liv (Magnus Uggla), Big in Japan (Alphaville), Slipping Through My Fingers (ur filmen Mamma Mia!), Don't You (Forget About Me) (Simple Minds). |                     |                   |
| 4 | "Carolina Gynning"  | 23 september 2008 |
| Unfinished Sympathy (Massive Attack), Sparvöga (Marie Fredriksson), Life on Mars? (David Bowie), Longing for Lullabies (Kleerups feat. Titiyo).                                 |                     |                   |
| 5 | "Janne Josefsson"   | 30 september 2008 |
| Claire de Lune (Claude Debussy), Da Doo Ron Ron (The Crystals), Guitar Boogie (Tommy Emmanuel), The Passenger (Iggy Pop).                                                       |                     |                   |
| 6 | "Johan Glans"       | 7 oktober 2008    |
| Kinky Afro (Happy Mondays), If You Don't Know Me By Now (David Brent ur The Office), Ace of Spades (Motörhead), Paper Planes (M.I.A.).                                          |                     |                   |
| 7 | "Mia Skäringer"     | 14 oktober 2008   |
| Another Chance (Roger Sanchez), Love is Strange (ur Dirty Dancing), It Takes a Fool to Remain Sane (The Ark), High on You (Miss Li).                                            |                     |                   |
| 8 | "Leif Silbersky"    | 21 oktober 2008   |
| Che Gelida Manina (Jussi Björling), People (Barbra Streisand), Leave Us Leap (Gene Krupa). Programmet avslutades med att gästen spelade ett trumsolo.                           |                     |                   |